# Zeche Gottessegen (Dortmund)
Die Zeche Gottessegen im Dortmunder Stadtteil Löttringhausen und Kirchhörde ist ein ehemaliges Steinkohlenbergwerk. Die Zeche war auch unter dem Namen Zeche Gottes Segen bekannt. Auf der Zeche wurde in den Anfängen sowohl Steinkohle als auch Eisenerz abgebaut. Die Gewerkschaft der Zeche Julius Philipp war eines der Gründungsmitglieder des Rheinisch-Westfälischen Kohlen-Syndikats.

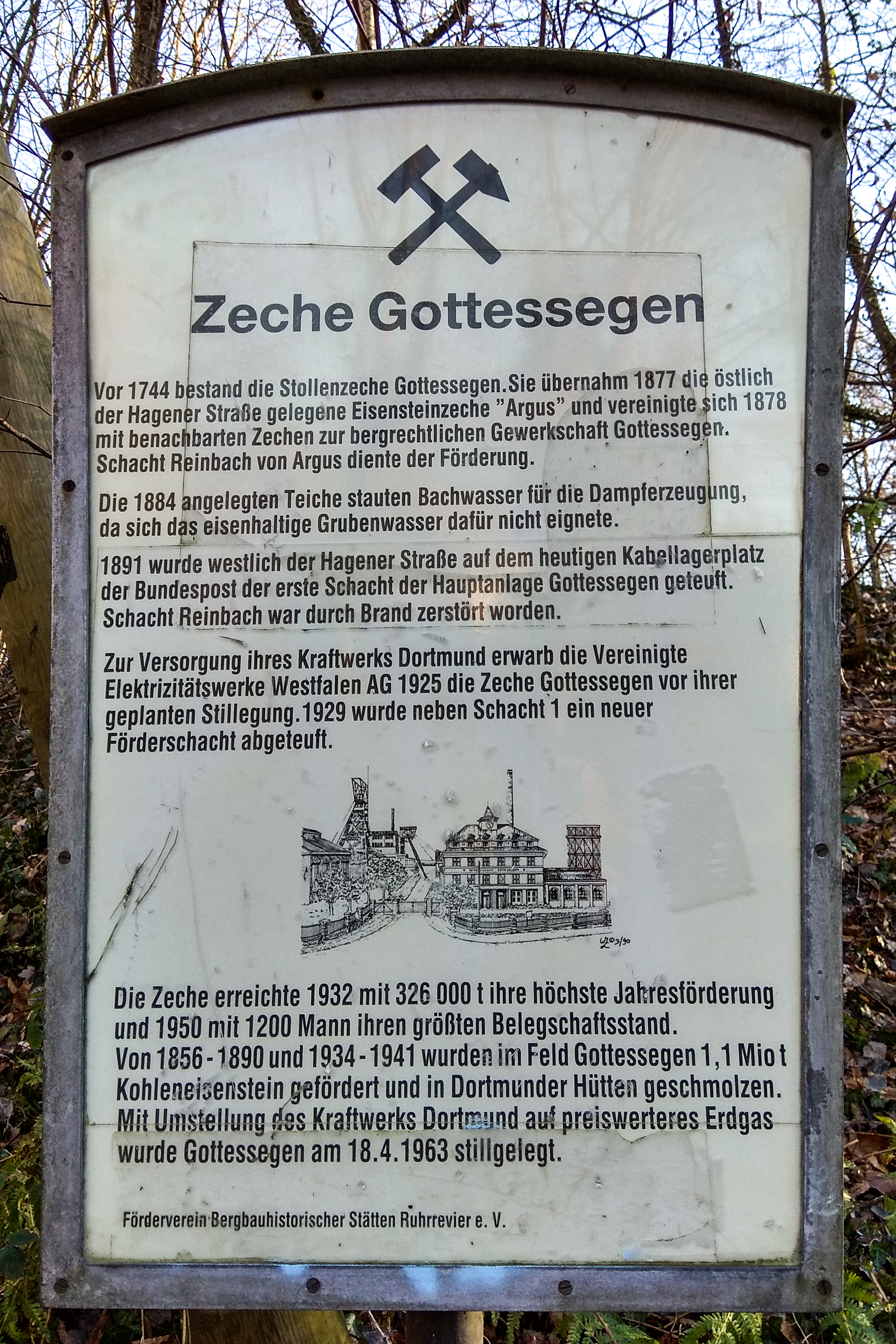
Gedenktafel an die ehemalige Zeche Gottessegen

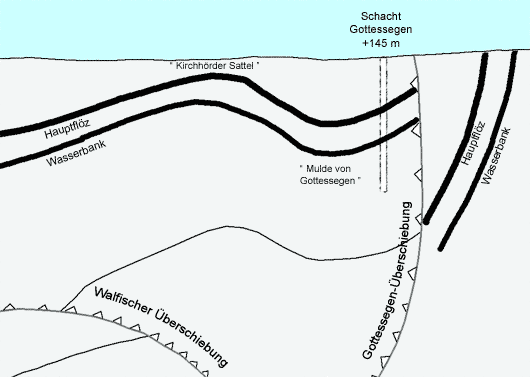
Lage der Hauptflöze der Zeche Gottessegen

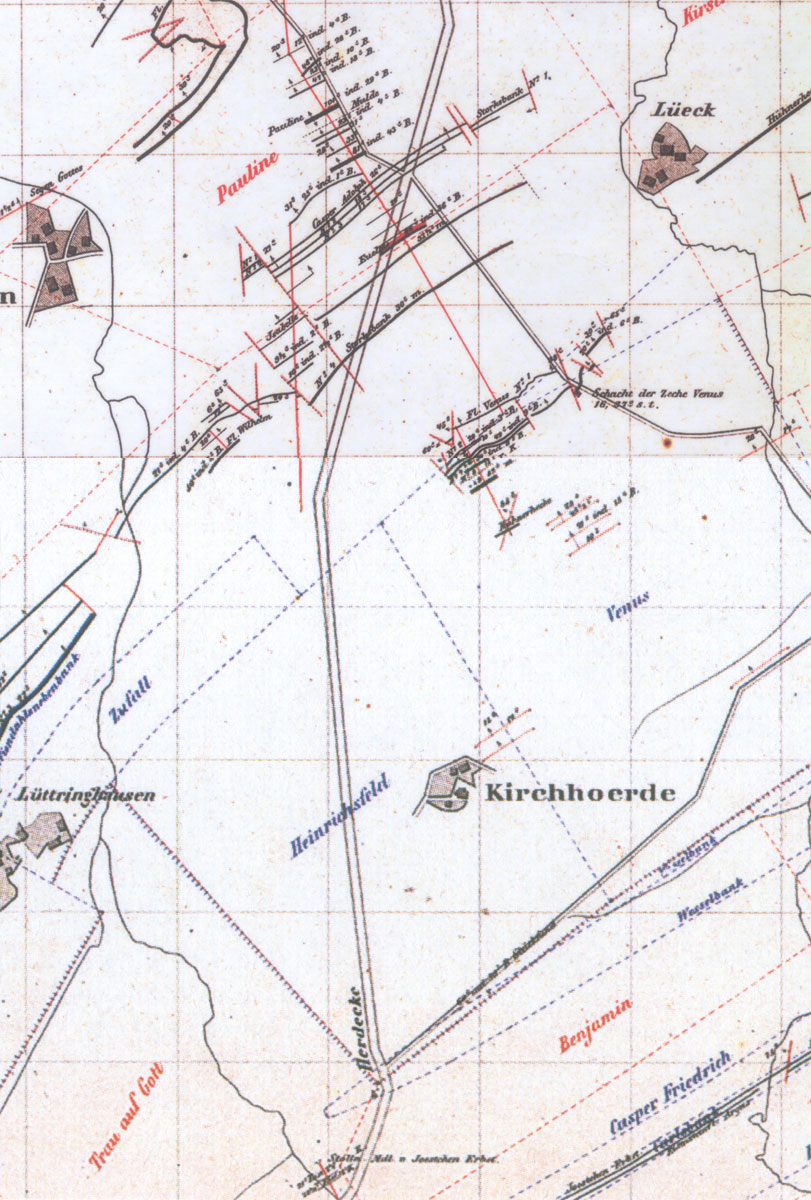
Kohlefelder, Flöze und Stollen im Kirchhörder Raum 1868

## Geschichte

### Die Anfänge
Am 3. Mai des Jahres 1743 und am 8. Oktober des Jahres 1744 wurde ein Längenfeld verliehen, im Anschluss daran wurde Stollenbau betrieben. Im Jahr darauf wurde das Grubenfeld Gottessegen vermessen. In den Jahren 1754 und 1755 wurde das Bergwerk wegen Absatzmangels in Fristen gesetzt. In den Jahren 1758 und 1759, 1761 und 1762 war das Bergwerk in Betrieb, danach wurde es zunächst nicht mehr genannt. Am 16. Oktober des Jahres 1877 erwarb der Hörder Bergwerks- und Hütten-Verein zahlreiche Grubenfelder und Stollenzechen, u. a. auch Gottessegen, von denen einige schon seit Anfang des 17. Jahrhunderts bestanden. Hinzu kamen noch die Grubenfelder der Zechen Caspar Friedrich, Benjamin, Carlsbank, Argus und Heinrichsfeld. Der Abbau erfolgte im Flöz Caspar Friedrich. Zunächst wurde die Kohle durch den tonnlägigen Schacht Reinbach der Zeche Argus gefördert. Der Schacht hatte eine seigere Teufe von 305 Metern und hatte einen hölzernen Schachtausbau. Im Jahr 1877 wurde der Schacht Reinbach umbenannt in Schacht Gottessegen 1.

### Das 19. Jahrhundert
Am 4. Januar des Jahres 1879 kam es zur Konsolidation der Berechtsamen Caspar Friedrich, Benjamin, Carlsbank, Argus, Gottessegen und Heinrichsfeld zur Zeche Gottessegen. Am 31. August desselben Jahres wurde der Abbau von Kohleneisenstein im Grubenfeld Argus eingestellt. Im Jahr 1882 kam es zu einem Brand im Schacht Reinbach, bei dem der hölzerne Schachtausbau zerstört wurde. Infolge des Brandes kam es zeitweilig zur Einstellung der Förderung. Im darauffolgenden Jahr konnte im Schacht Reinbach wieder bis zur 2. Sohle gefördert werden. Im Jahr 1884 wurde der Abbau von Kohleneisenstein komplett eingestellt. Im Jahr 1885 wurde der Schacht Reinbach gesümpft und tiefer geteuft. Im Jahr 1886 wurde im Schacht Reinbach bei einer seigeren Teufe von 383 Metern die 4. Sohle angesetzt und der Abbau von Kohleneisenstein wieder aufgenommen. Am 6. Oktober des Jahres 1888 wurde ein Vertrag über den Abbau im Feld Josua geschlossen. Im Jahr 1890 wurde in Flöz Dickebank ein Wetterüberhauen bis nach über Tage erstellt. Im Jahr 1891 wurde ein neuer Schacht geteuft. Der Schacht wurde nördlich des alten Schachts Reinbach, westlich der heutigen Hagener Straße angesetzt. Der Erzabbau wurde eingestellt und die Tagesanlagen wurden komplett umgebaut, außerdem erfolgte am 17. Juli desselben Jahres die Konsolidation mit Argus Beilehn und Trau auf Gott. Im Jahr 1892 erreichte der Schacht 2 bei einer Teufe von acht Metern (+137 Meter NN) die Joester Erbstollensohle. Die 1. Sohle wurde bei einer Teufe von 76 Metern (+70 Meter NN) angesetzt. Die 2. Sohle lag bei einer Teufe von 191 Metern (−45 Meter NN) und die 3. Sohle lag bei einer Teufe von 291 Metern (−145 Meter NN). Außerdem wurde in diesem Jahr südlich von Schacht 2 ein gebrochener Wetterschacht wieder bis zur 1. Sohle überarbeitet. Der Schacht hatte einen Querschnitt von vier Quadratmetern. Insgesamt waren nun fünf Schächte in Betrieb. Im Jahr 1893 wurde im Schacht 2 mit der Förderung begonnen, der Schacht 1 wurde für die Wasserhaltung genutzt. Außerdem wurde im selben Jahr ein Wetterschacht abgeworfen und es wurde eine Brikettfabrik zur Verwertung der Feinkohlen gebaut.
Ein Jahr später, im Jahr 1894, brannte der Schacht Reinbach erneut und musste danach aufgegeben und verfüllt werden. Die Tagesanlagen von Argus wurden durch diesen Brand vollständig zerstört, außerdem kam es durch diesen Brand zu Schwierigkeiten mit der Wasserhaltung. Das komplette Südfeld mit zwei Schächten wurde aufgegeben. Im Jahr 1896 wurden weitere Schächte aufgegeben, dadurch waren nur noch ein Wetterschacht und Schacht 2 in Betrieb. Die Grube wuchs durch den Erwerb weiterer umliegender Grubenfelder. So wurden die Berechtsame der stillgelegten Zeche Venus sowie die Grubenfelder der Zechen Frischauf, Rosina & Rosina II mit Wetterschacht erworben. Die Berechtsame umfasste nun eine Fläche von zehn Quadratkilometern. In diesem Jahr stand die Zeche das erste Mal in Ausbeute, dies hielt an bis zum Jahr 1920. Im Jahr 1897 wurde der Hauptquerschlag auf der dritten Sohle mittels maschinellem Bohrbetrieb weiter aufgefahren. Der Querschlag wurde in diesem Jahr bis auf eine Länge von 900 Metern aufgefahren. Der Abbau und die Vorrichtung beschränkten sich in diesem Jahr auf das Flöz Caspar Friedrich (Hauptflöz). Über Tage wurde eine hydraulisch betriebene Wasserhaltungsmaschine, System Kaselowasky, installiert. Die Maschine war in der Lage, bis zu 4½ Kubikmeter Grubenwasser in der Minute abzupumpen. Außerdem wurde in diesem Jahr das Feld Venus in Venus I und Venus II aufgeteilt, Feld Venus I wurde an die Zeche Glückauf Tiefbau abgegeben. Das Bergwerk gehörte zu dieser Zeit zum Bergrevier Süd-Dortmund. Am 13. April des Jahres 1899 kam es zur Konsolidation der Berechtsame Venus II mit Rosina und Frischauf. Im Jahr 1900 wurde die 4. Sohle ausgerichtet und neben Schacht 2 wurde ein Gesenk erstellt. Die Sohle befand sich bei einer Teufe von 366 Metern (−220 Meter NN).

### Das 20. Jahrhundert
Im Jahr 1902 wurden auf dem Bergwerk 35 Feierschichten verfahren. Im Jahr 1903 wurden die stillgelegten Zechen Glücksanfang I-III, Güldene Sonne und Wiendahlsnebenbank erworben. Die Berechtsame umfasste nun 6,8 Quadratkilometer und fünf Längenfelder. Im Jahr 1904 wurde auf der 2. und der 3. Sohle damit begonnen, die neu erworbenen Felder auszurichten. Im Jahr 1907 wurde ab der 4. Sohle ein Blindschacht geteuft und im darauffolgenden Jahr wurde im Blindschacht bei einer Teufe von −323 Metern NN die 5. Sohle angesetzt. In den Jahren 1921 und 1922 kam es zu einem Besitzerwechsel der Zeche. Im Jahr 1923 wurden mit der Zeche Wiendahlsbank ein Feldertausch getätigt, das Längenfeld Rosina wurde gegen mehrere Flözteile der Zeche Wiendahlsbank getauscht. Im selben Jahr wurde der Betrieb wegen der Besetzung der Ruhr eingestellt. Im Jahr darauf wurde der Betrieb wieder aufgenommen, es waren ein Förder- und ein Wetterschacht in Betrieb. Im Jahr 1925 wurde das Bergwerk durch die Vereinigte Elektrizitätswerke Westfalen AG übernommen. Im Jahr 1927 wurde das Südfeld gesümpft. Im Jahr 1929 wurde der Schacht 2 umbenannt in Schacht 1, neben dem Schacht 1 (ehemals Schacht 2) wurde damit begonnen, einen neuen Schacht mit der Bezeichnung Schacht 2 zu teufen. Im Jahr 1930 wurde mit der Förderung im Schacht 2 ab der 3. Sohle begonnen, die 3. Sohle war zugleich auch die Endteufe für Schacht 2. Der Schacht 1 wurde zum Wetterschacht umgebaut und die unter der 4. Sohle liegenden Grubenbaue wurden gesümpft. Anschließend wurde der Abbau unterhalb der 4. Sohle im Unterwerksbau getätigt. In diesem Jahr wurden 41 Feierschichten verfahren. Im Jahr darauf erneut Feierschichten, diesmal waren es 31 Feierschichten. Im Jahr 1932 wurde im Nordfeld ein Blindschacht von der 5. Sohle zur 6. Sohle geteuft. Außerdem wurde in diesem Jahr die stillgelegte Zeche Kleine Windmühle erworben. Im Jahr 1933 wurden an 33 Tagen Feierschichten verfahren. Im Jahr 1935 wurde der Abbau von Eisenerz wieder aufgenommen.
Im Jahr 1937 wurde im Nordfeld ein Blindschacht von der 3. Sohle zur 6. Sohle geteuft und anschließend mit der Förderung begonnen. Außerdem wurde in diesem Jahr das Feld Josua erworben. Im Jahr 1938 wurde ein Teil des Feldes der Zeche Admiral erworben. Am 1. Oktober wurde die Brikettfabrikation eingestellt, Grund hierfür war, dass alle Feinkohle fortan der Erzeugung von Strom in den eigenen Kraftwerken dienen sollte. Im Jahr 1939 wurden die Felder Zufall und Hermann erworben. Im Jahr 1940 wurde der Erzabbau aufgegeben. Zu diesem Zeitpunkt lag in der Hauptabteilung Norden mit Ort 1 die tiefste Sohle unterhalb der 6. Sohle. Von 1934 bis 1941 wurden insgesamt 531.641 Tonnen Kohleneisenstein abgebaut. Im Jahr 1942 wurde die Berechtsame der stillgelegten Zeche Admiral sowie das Feld Clarenberg und die Zeche Vereinigte Bickefeld Tiefbau übernommen. Im Jahr 1946 umfasste die Berechtsame insgesamt neun Quadratkilometer und das Eisensteinfeld Gottessegen, das durch eine reale Teilung der konsolidierten Eisensteinfelder Argus I, Argus II und Gottessegen I entstanden war. Es waren die Schächte Wetterschacht 1 und Förderschacht 2 in Betrieb. Die Fördersohle war die 3. Sohle, die bei einer Teufe von 289 Metern (−144 Meter NN) lag. Wettersohle war die 2. Sohle, diese lag bei einer Teufe von 191 Metern (−44 Meter NN). Im Jahr 1948 wurde in der Hauptabteilung ein Blindschacht bis zur 7. Sohle erstellt. Die 7. Sohle lag bei einer Teufe von 836 Metern (−690 Meter NN). Unterhalb der 7. Sohle befand sich bei einer Teufe von 906 Metern (−760 Meter NN) eine Hilfssohle. Im Dezember desselben Jahres wurde ab der 2. Sohle ein Aufbruch für Schacht 3 erstellt. Am 9. März des darauffolgenden Jahres wurde damit begonnen, den Schacht 3 von über Tage zu teufen. Der Standort des Schachtes befand sich Am Franzosensiepen in Großholthausen. Am 12. Dezember desselben Jahres erfolgte der Durchschlag mit dem Aufbruch. Am 1. Juli des Jahres 1950 wurde der Schacht 3 bis zur 2. Sohle in Betrieb genommen. Im Jahr 1954 wurde der Schacht Christian der ehemaligen Zeche Glücksanfang zur Bewetterung genutzt. Im Jahr 1955 wurde das Feld Auguste erworben, die Berechtsame umfasste nun eine Fläche von 9,9 Quadratkilometern. Im Jahr 1957 ging der Außenschacht „Auf dem Blick“ in Betrieb. Der Schacht befand sich in Kirchhörde und hatte eine Teufe von 287 Metern. Die Stilllegung der Schachtanlage erfolgte im Jahr 1963.

## Förderung und Belegschaft
Die ersten Belegschaftszahlen und Förderzahlen sind für das Jahr 1878 benannt. Mit 132 Bergleuten wurden 9792 Tonnen Steinkohle und 9698 Tonnen Erz gefördert. Im Jahr 1880 wurden mit 228 Bergleuten rund 58.000 Tonnen Steinkohle gefördert. Im Jahr 1887 wurden mit 271 Bergleuten 40.248 Tonnen Steinkohle und 13.199 Tonnen Erz gefördert. Im Jahr 1890 stieg die Steinkohlenförderung auf 71.009 Tonnen an, die Erzförderung sank auf 2077 Tonnen Erz. Diese Förderung wurde mit 319 Bergleuten erbracht. Im Jahr 1895 erneuter Anstieg der Steinkohlenförderung auf rund 90.000 Tonnen, die Förderung wurde von 416 Bergleuten erbracht. Im Jahr 1900 wurden mit 591 Bergleuten 166.821 Tonnen Steinkohle gefördert. Im Jahr 1905 sank die Förderung leicht ab auf 150.542 Tonnen, die Belegschaft stieg an auf 672 Bergleute. Im Jahr 1910 Förderanstieg auf 168.283 Tonnen Steinkohle, die Belegschaftszahl lag bei 769 Bergleuten. Im Jahr 1913 erneuter Förderanstieg auf 203.568 Tonnen, auch die Belegschaftszahl stieg an auf 779 Bergleute. Im Jahr 1915 sank die Förderung ab auf 149.939 Tonnen, auch die Belegschaftszahl sank auf 651 Bergleute.
Im Jahr 1920 sank, trotz Anstieg der Belegschaft auf 730 Bergleute, die Förderung auf rund 113.000 Tonnen. Im Jahr 1925 stieg die Förderung an auf 162.307 Tonnen, auch die Belegschaft stieg an auf 798 Bergleute. Im Jahr 1930 wurden mit 1100 Bergleuten 284.252 Tonnen Steinkohle und 600 Tonnen Erz gefördert. Die maximale Förderung der Zeche wurde im Jahr 1932 mit 968 Bergleuten erbracht, es wurden 326.441 Tonnen Steinkohle gefördert. Im Jahr 1935 sank die Förderung leicht ab auf 286.943 Tonnen Steinkohle, auch die Belegschaftszahl sank leicht auf 955 Bergleute. Im Jahr 1938 wurden 262.048 Tonnen Steinkohle und 120.949 Tonnen Erz gefördert, die Förderung wurde von 1165 Bergleuten erbracht. Die Erzförderung des Jahres 1938 war die maximale Erzförderung des Bergwerks. Im Jahr 1940 wurden mit 1137 Bergleuten 250.117 Tonnen Steinkohle und 115.098 Tonnen Erz gefördert. Im Jahr 1945 wurden mit 1083 Bergleuten 149.882 Tonnen Steinkohle gefördert. Im Jahr 1950 wurden mit 1191 Bergleuten 249.853 Tonnen Steinkohle gefördert. Im Jahr 1955 sank die Förderung stark ab auf 179.877 Tonnen Steinkohle, die Förderung wurde von 1067 Bergleuten erbracht. Im Jahr 1960 nochmaliger Förderanstieg auf 210.952 Tonnen, es waren in diesem Jahr 922 Bergleute auf der Zeche beschäftigt. Die letzten bekannten Förder- und Belegschaftszahlen des Bergwerks stammen von 1962, in diesem Jahr wurden mit 806 Bergleuten 234.415 Tonnen Steinkohle gefördert.

## Verbleib

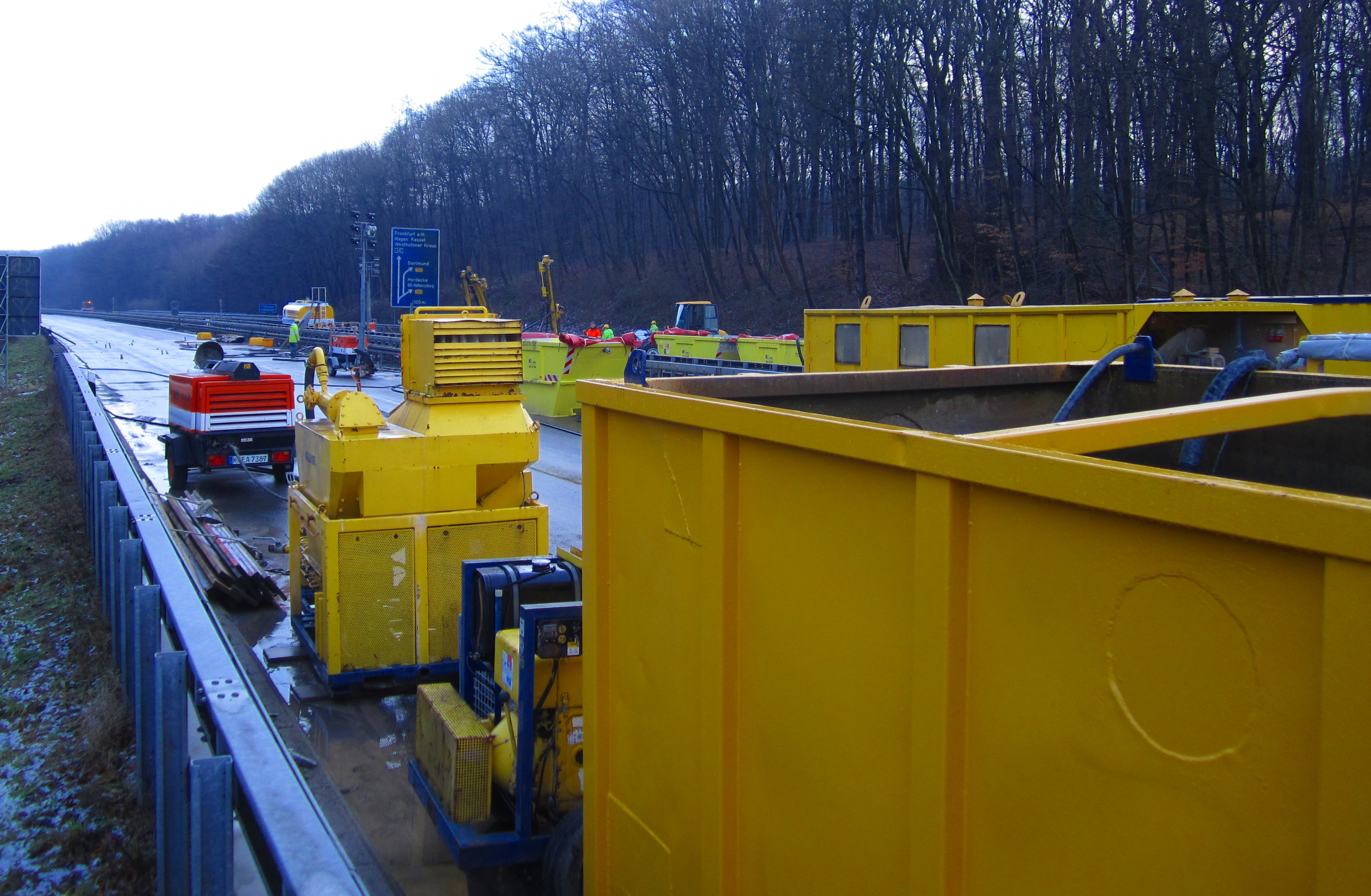
Verfüllung von Tagesbrüchen der Zeche Gottessegen auf der vollgesperrten A 45 im Januar 2012

Heute befinden sich auf dem Gelände der Zeche Gottessegen Behindertenwerkstätten.
Im Januar 2012 kam die Zeche Gottessegen noch einmal in die Medien: Die A 45 musste zur Verfüllung von Hohlräumen und einem Tagesbruch der Zeche zwischen den Kreuzen Witten und Dortmund Süd für ca. zwei Wochen in beide Fahrtrichtungen gesperrt werden. Bei Untersuchungen wurden weitere Hohlräume unter der Fahrbahndecke entdeckt. Auf den Kosten wird das Land NRW bzw. der Steuerzahler sitzenbleiben, weil das Bergwerk keinen Rechtsnachfolger hat, der schadenersatzpflichtig gemacht werden könnte.